# ジュディス・マクヘイル

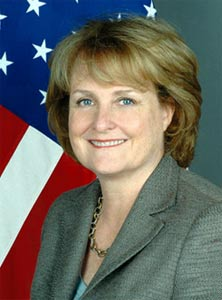
ジュディス・マクヘイル

ジュディス・A・マクヘイル（Judith A. McHale）は、アメリカ合衆国の実業家、政治家。ディスカバリー・コミュニケーションズ社に20年間所属し、同社の発展に寄与。バラク・オバマ政権で国務次官（公共外交・広報担当）。

## 生い立ち
ニューヨーク州ニューヨークにて誕生。父親は外交官エドワード・マクヘイル。10代の頃は父親に同伴し、イングランドのロンドンと南アフリカ共和国のヨハネスブルグに居住。南アフリカ在住時は常に警察から監視を受け、盗聴などをされた。家族の友人には拘束され不当な扱いを受けた者もいた。後に彼女は、当時の生活について「アパルトヘイト時代の南アフリカで生活し、人々に苦痛を与える政治体制の残忍さを目撃したことは、その後の私の経歴の選択に影響を与えた」と回顧した。
彼女はその後、イングランドのノッティンガム大学にて政治学の学士号を取得。ニューヨークのフォーダム大学法科大学院で法学修士号を取得。同時期、コロンビア ピクチャーズ社の子部門で営業担当者として勤務。

## 放送メディア
1980年代、MTVネットワークスにて総合弁護士を務め、MTV、ニコロデオン、VH1の法律課題について監督。長年の海外生活で培った経験を背景に急速な国際展開をするMTVネットワークスの立役者となった。
1987年、ディスカバリー・コミュニケーションズにて総合弁護士を務め、アメリカの小さなケーブルテレビに過ぎなかった同社の発展に寄与。20年間を過ごし、最高執行責任者、最高経営責任者、そして社長を歴任。世界170カ国、10億人を超える利用者を対象とし、35言語100チャンネルを超える規模へと拡大させた。社長在職中、ディスカバリー・コミュニケーションズは売上を10倍に伸ばし、年間売上高30億ドルにまで発展した。

## 政治
1998年、メリーランド州知事パリス・グレンデニングの任命により、メリーランド州教育委員会の委員に就任。4年の任期を務めた。
また世界情勢や経済開発に従事する組織に対して指導力を提供。非政府組織アフリケア、非営利団体コロニアル・ウィリアムズバーグ財団、国際支援組織民主党国際研究所、女性支援団体ヴァイタル・ヴォイスなどを支援。2008年民主党全国大会では政治要綱委員会で共同委員長。
2009年、バラク・オバマ大統領より国務次官（公共外交・広報担当）に指名。5月21日の上院での承認を経て、5月26日に着任。